# Meranoplus mjobergi
Meranoplus mjobergi é uma espécie de formiga do gênero Meranoplus, pertencente à subfamília Myrmicinae.